# Robert Francois
Pour les articles homonymes, voir François.
(en) Statistiques sur pro-football-reference
Robert Francois (né le 14 mai 1985 à Highlands) est un joueur américain de football américain.

## Enfance
Francois commence à jouer aux postes de tight end et de safety lors de ses premiers matchs à la Governor Dummer Academy. En plus de jouer au football américain, Francois enregistre de bonnes performances avec l'équipe de basket-ball et remporte le championnat de district classe C en 2003 sur 100 mètres.

## Carrière

### Université
Après avoir passé une année comme remplaçant en 2004, Robert joue douze matchs en 2005 et effectue vingt-huit tacles. En 2006, il joue treize matchs et plaque à cinquante-deux reprises. La saison 2007 le voit effectuer trente-neuf tacles. En 2008, il commence l'ensemble des matchs après la blessure à la jambe de Brian Toal.

### Professionnel
Après avoir été boudé par les franchises de la NFL en 2009, il signe comme agent libre avec les Vikings du Minnesota. Il quitte le club le 18 août 2009 en même temps que Brett Favre arrive au club. Le lendemain de cette libération, les Lions de Detroit signent le joueur originaire du Texas mais ils ne le gardent que onze jours.
Il doit attendre le 7 décembre 2009 avant de retrouver un club, c'est celui des Packers de Green Bay qui l'intègre à l'équipe d'entraînement. Le 11 janvier 2010, Francois signe un contrat avec l'équipe réserve. Le 13 octobre 2010, il est appelé en équipe active après la blessure de Nick Barnett et de Brandon Chillar. Après cela, il est libéré le 9 novembre avant de revenir en équipe d'entraînement le 15 novembre. Il termine la saison dans l'équipe active, jouant même le Super Bowl XLV qu'il remporte avec les Packers.